# Батальйон поліції «Тавр»
Штурмовий батальйон «Тавр» — четвертий батальйон штурмового полку «Цунамі» Управління поліції особливого призначення № 2 в Департаменті поліції особливого призначення «ОШБ НПУ «Лють»

## Історія
05 травня 2022 року після об'єднання батальйону поліції «Миколаїв» та роти поліції «Херсон» був створений штурмовий батальйон «Тавр», який очолив Олександр Мхітарян із позивним «Бджоляр».
Коли розпочалося повномасштабне вторгнення, половина особового складу батальйону захищала цивільний аеропорт Миколаєва. Інша частина підрозділу перебувала у передмісті Бахмута. Їхнім завданням було утримувати перехрестя доріг Бахмут – с. Покровське, це дорога на Попасну. На обох напрямках особовий склад батальйону брав участь у запеклих боях з окупантом. Під час тих боїв підрозділ був в оперативному підпорядкуванні 30-ї механізованої бригади.
Згодом підрозділ перекинули на Херсонський напрямок, де він брав участь у звільненні міста Снігурівка Миколаївської області. Його завданням було повна зачистка всього населеного пункту – зачистка підвалів, погребів, окопів. Бійці заходили ледь не перші після деокупації, а відразу за поліцейськими вибухотехніками. Далі так само працювали по інших населених пунктах Херсонщини, плюс брали участь у контрдиверсійних заходах, тому що ворог періодично перепливав на українську сторону.
У 2023 році підрозділ знову був задіяний в обороні м. Бахмут. Тоді бійці батальйону виконували завдання спільно з підрозділами Головного управління розвідки. Літом того ж року весь підрозділ вступив у бригаду  Об'єднану штурмову бригаду Нацполіції «Лють». Батальйон «Тавр» став четвертим батальйоном у складі штурмового полку «Цунамі» Управління поліції особливого призначення № 2.
01 червня 2023 року у День захисту дітей правоохоронці обласного главку поліції та штурмового батальйону «Тавр» ОШБ НПУ «Лють» відвідали родини загиблих колег, які стояли на захисті Миколаєва від російського вторгнення.
В червні 2024 року бійці батальйону продовжують обороняти м. Часів Яр. Не дивлячись на цілодобові обстріли противника, а також численні штурми, бійці не дають ворогу зайняти вигідні позиції та захопити місто.

## Втрати
31 березня внаслідок дорожньо-транспортної пригоди у обласному центрі загинув інспектор-черговий чергової частини батальйону поліції особливого призначення «Тавр» ГУНП в Миколаївській області майор поліції Володимир Волошин. Про це повідомляє відділ комунікації поліції Миколаївської області.
Майже 20 років Володимир присвятив захисту правопорядку та безпеки України, виконуючи службові завдання у численних відрядженнях у зоні бойових дій, а також і боронячи нашу землю від ворога впродовж останнього року.
На деокупованій території  Бериславського району Херсонщини під ворожий обстріл потрапили бійці батальйону «Тавр», один поліцейський загинув. Про це повідомив начальник ГУ Нацполіції в Миколаївській області Сергій Шайхет.
Він зазначив, що поліцейські несли службу на Херсонщині, перебуваючи у складі групи, правоохоронці проводили стабілізаційні заходи. Саме у цей час почався артобстріл з боку військових РФ, під який і потрапив автомобіль миколаївських бійців батальйону «Тавр». Юрію Хижинському було 29 років. Його четверо побратимів отримали численні осколкові травми.

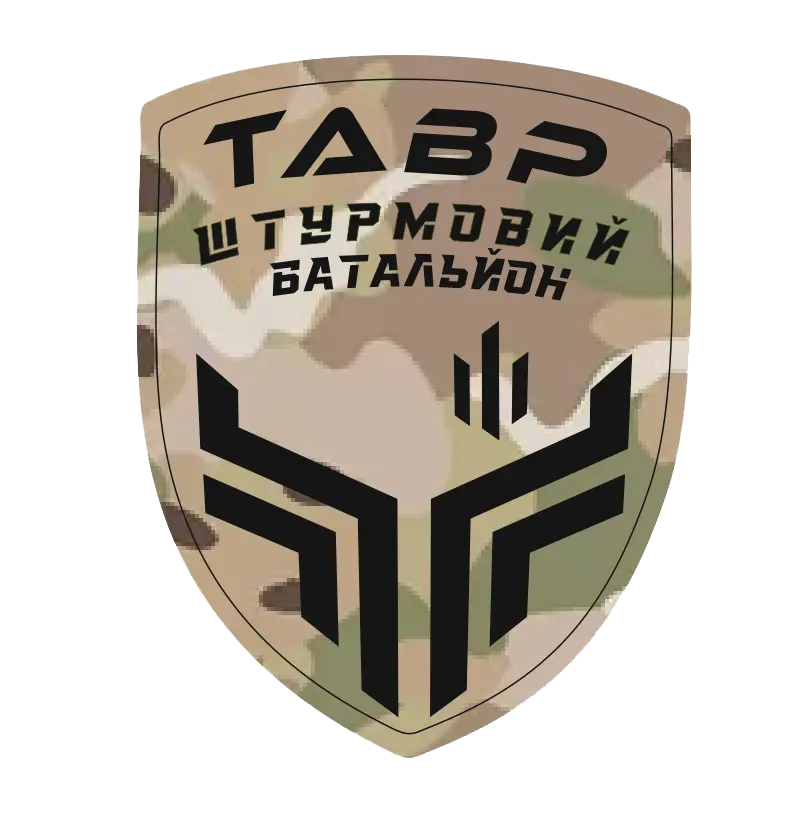
Польовий варіант нарукавного знаку підрозділу